# Dzongsar Jamyang Khyentse
Dzongsar Jamyang Khyentse Rinpoche (n. Bután, 1961) es un maestro budista butanés, reconocido como la principal encarnación de Dzongsar Khyentse. También es autor del libro Tu también puedes ser budista.

## Reseña biográfica
A la edad de siete años, fue reconocido por Su Santidad 41.° Sakya Trizin como la principal encarnación de Dzongsar Jamyang Khyentse Chökyi Lodrö, el heredero espiritual de una de las encarnaciones más influyentes y admiradas del siglo XIX de Manjushri (el Buda de la Sabiduría), Jamyang Khyentse Wangpo.
Recibió enseñanzas de los grandes maestros del budismo tibetano, entre ellos S.S. el Dalái lama, S.S. el 16º Karmapa y su propio abuelo, S.S. Dudjom Rinpoche. Su principal gurú fue Dilgo Khyentse Rinpoche. Mientras era adolescente fue responsable de publicar varios textos que estaban en peligro de perderse. En los años 80 comenzó la restauración del monasterio Dzongsar en Tíbet. También creó varios colegios y centros de retiro en la India y Bután.
De acuerdo con la dirección de sus maestros, ha viajado y enseñado en todo el mundo, estableciendo centros Dharma en Australia, Europa, América del Norte y Asia.